# Odontosciara psychina
Odontosciara psychina är en tvåvingeart som först beskrevs av Günther Enderlein 1911.  Odontosciara psychina ingår i släktet Odontosciara och familjen sorgmyggor. Inga underarter finns listade i Catalogue of Life.